# Tamarley Thomas
Tamarley Thomas (Saint John's, 28 luglio 1983) è un calciatore antiguo-barbudano, attaccante dell'Antigua Barracuda e della Nazionale antiguo-barbudana.

## Carriera

### Club
È stato ingaggiato l'8 aprile 2011 dall'Antigua Barracuda Football Club, squadra della USL Professional Division, debuttando il 17 aprile 2011 nella prima gara ufficiale della squadra, una sconfitta per 2-1 contro i Los Angeles Blues, durante la quale ha segnato il primo gol ufficiale della sua squadra. È stato scelto dalla lega per quella partita disputata come giocatore della squadra della settimana. Si è inoltre distinto nella vittoria contro l'Inter Maegotapoe, squadra del Suriname nella partita inaugurale della CFU Champions League del 2012.

### Nazionale
Ha debuttato per Antigua e Barbuda l'11 novembre 2002 nelle  qualificazioni per la CONCACAF Gold Cup contro Haiti, giocando 13 gare con 5 reti segnate nelle qualificazioni ai mondiali del 2006 e del 2014. Con 5 reti nelle qualificazioni alla Coppa del mondo è tra i maggiori cannonieri della sua confederazione.